# Ville de Parramatta
Pour les articles homonymes, voir Parramatta (homonymie).
La ville de Parramatta (en anglais : City of Parramatta Council) est une ville australienne et une zone d'administration locale située dans l'agglomération de Sydney en Nouvelle-Galles du Sud.

## Géographie

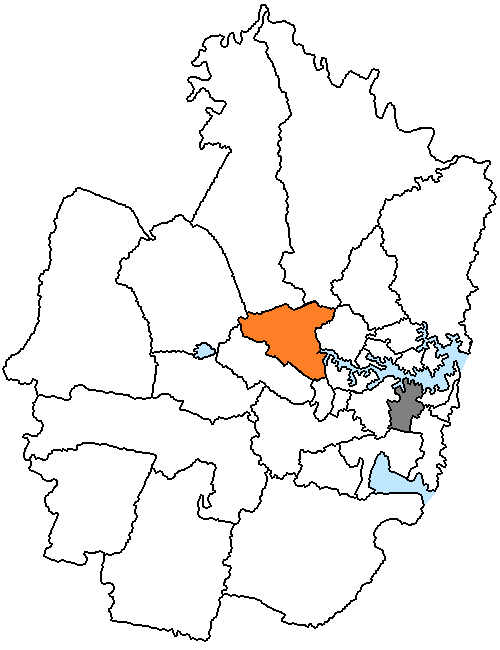
La ville de Parramatta (1949-2016)

La ville de Parramatta s'étend sur 84 km2 autour de la localité du même nom, dans la grande banlieue ouest de Sydney. Elle est établie sur le cours supérieur du fleuve Parramatta qui lui donne son nom.

### Quartiers
- Baulkham Hills (partagé avec le comté des Hills)
- Beecroft (partagé avec le comté de Hornsby)
- Camellia
- Carlingford
- Clyde
- Constitution Hill
- Dundas
- Dundas Valley
- Eastwood (partagé avec Ryde)
- Epping
- Ermington
- Granville (partagé avec Cumberland)
- Harris Park
- Lidcombe (partagé avec Cumberland)
- Mays Hill (partagé avec Cumberland)
- Melrose Park (partagé avec Ryde)
- Newington
- North Parramatta
- Northmead
- North Rocks (partagé avec le comté des Hills)
- Oatlands
- Old Toongabbie
- Parramatta
- Pendle Hill (partagé avec Cumberland)
- Rosehill
- Rydalmere
- Silverwater
- Telopea
- Toongabbie (partagé avec Blacktown et Cumberland)
- Winston Hills
- Wentworth Point
- Wentworthville (partagé avec Cumberland)
- Westmead (partagé avec Cumberland)

La ville comprend également le parc olympique de Sydney qui est géré par une autorité autonome (Sydney Olympic Park Authority).
La Parramatta female factory construite par des bagnards entre 1818 et 1821 est le plus grand et le plus ancien site pour femmes bagnardes encore existant en Australie. 
Le centre est resté en service de 1821 à 1848. Il a servi de lieu de travail et de détention aux prisonnières déportées de la Grande Bretagne par bateaux entiers pendant la colonisation de l'Australie.

## Histoire
Parramatta est érigée en municipalité en 1861. Elle devient une ville par une loi du 27 octobre 1938. Le 1er janvier 1949, elle est agrandie, portant sa superficie à 61 km2, en fusionnant avec les trois municipalités de Ermington et Rydalmere, Dundas et Granville.
En 2015, dans le cadre du regroupement des zones administratives, différents projets de fusion sont proposés. Le 12 mai 2016, le ministre des collectivités locales de Nouvelle-Galles du Sud décide de la dissolution du conseil d'Auburn et de la ville de Holroyd dont les territoires sont partagés entre le nouveau conseil de Cumberland et Parramatta. La ville perd cependant les quartiers de Guilford East, Kingsdene, Merrylands, Melrose Park et South Granville au sud (rattachés à Cumberland) mais annexe au nord une partie du quartier de Baulkham Hills au détriment du comté des Hills et s'étend désormais sur 84 km2, en regroupant plus de 225 000 habitants. 

## Démographie
| 2001    | 2006    | 2011    | 2016    | 2021    |
| ------- | ------- | ------- | ------- | ------- |
| 143 143 | 148 323 | 166 858 | 226 149 | 256 729 |

## Politique et administration
La ville comprend cinq subdivisions appelées wards. Le conseil municipal comprend quinze membres élus, à raison de trois par ward, pour un mandat de quatre ans, qui à leur tour élisent le lord-maire pour deux ans. Les dernières élections ont eu lieu le  14 septembre 2024.

### Composition du conseil
| Élections | Parti libéral | Parti travailliste | Notre communauté locale | Lorraine Wearne indépendants | Verts | Indépendants |
| --------- | ------------- | ------------------ | ----------------------- | ---------------------------- | ----- | ------------ |
| 2017      | 6             | 5                  | 2                       | 1                            | 1     | 0            |
| 2021      | 0             | 7                  | 4                       | 1                            | 1     | 2            |
| 2024      | 6             | 6                  | 0                       | 1                            | 1     | 1            |

### Liste des lords-maires
| Période           | Période           | Identité        | Étiquette    | Qualité         |
| ----------------- | ----------------- | --------------- | ------------ | --------------- |
| 12 mai 2016       | 25 septembre 2017 | Amanda Chadwick |              | Administratrice |
| 25 septembre 2017 | 23 septembre 2019 | Andrew Wilson   | Indépendant  |                 |
| 23 septembre 2019 | 27 septembre 2021 | Bob Dwyer       | Libéral      |                 |
| 27 septembre 2021 | 10 janvier 2022   | Steven Issa     | Libéral      |                 |
| 10 janvier 2022   | 22 mai 2023       | Donna Davis     | Travailliste |                 |
| 22 mai 2023       | 25 septembre 2023 | Sameer Pandey   | Travailliste |                 |
| 25 septembre 2023 | 14 octobre 2024   | Pierre Esber    | Travailliste |                 |
| 14 octobre 2024   | en cours          | Martin Zaiter   | Libéral      |                 |

## Transports
Parramatta est traversée par la Main Western Railway, une des principales voies de chemin de fer de Nouvelle-Galles du Sud, qui relie Sydney à Orange, Dubbo et Bourke.
La ville est desservie par les lignes 1, 2 et 5 du réseau des trains de banlieue de Sydney.
Une ligne de métro léger est en cours de réalisation et sa mise en service est prévue pour 2024.